# 알와타 미사일 기지
알와타 미사일 기지(Al-Watah ballistic missile base)는 사우디아라비아의 탄도 미사일 기지이다.

## 역사
수도 리야드에서 서남서 방향으로 200 km 떨어진 알 와타 마을 근처에 위치한 탄도 미사일 시설이다. 2007년에 건설되었다. 지하 주차장 문이 여러개 있다. 이동식 미사일 차량을 위한 것으로 보인다. 중국산 DF-3 미사일을 발사하기 위한 2개의 대형 발사장도 있다. DF-3A 미사일은 액체연료, 사거리 5,000 km, 탄두중량 2톤의 IRBM이다. 미국 전문가는 여기에 로켓 엔진 생산시설, 시험시설이 있다고 본다.
2014년, 사우디아라비아는 DF-3A 미사일을 최초로 공개했다.
사우디아라비아 전략미사일군이 기지를 운영하는 것으로 보인다.
2015년 중국은 사거리 4000 km 액체연료 DF-3 IRBM을 대체하는 사거리 4000 km 고체연료 DF-26 IRBM을 최초로 공개했다. 해당 미사일이 사우디아라비아에 수출되었다는 보도는 없다. 중국의 IRBM은 1970년대 DF-3, 2010년대 DF-26 두가지 뿐이다.
알와타 미사일 기지에서 이스라엘은 1300 km, 이란 수도 테헤란은 1400 km 떨어져 있다.